# James Lawrence (football)
Ne doit pas être confondu avec James Lawrence (1781-1813), officier de marine américain.
Pour les articles homonymes, voir Lawrence.
James Alexander Lawrence, né le 22 août 1992 à Henley-on-Thames, en Angleterre, est un footballeur international gallois. Il évolue au poste de défenseur au FC Nuremberg.

## Biographie

### Carrière en club
Le 13 août 2014, il rejoint le club slovaque de l'AS Trenčín. Après quatre saisons passées en Slovaquie, il rejoint, le 29 août 2018, le club belge d'Anderlecht.

### En sélection
Le 16 novembre 2018, il est pour la première fois sur le banc de touche lors d'un match de Ligue des nations de l'UEFA face au Danemark (défaite 1-2).
Le 20 novembre 2018, il fait ses débuts en faveur du Pays de Galles, lors d'un match amical contre l'Albanie (victoire 1-0 à Elbasan).

## Palmarès

### En club
- AS Trenčín
  - Champion de Slovaquie en 2015 et 2016
  - Vainqueur de la Coupe de Slovaquie en 2015 et 2016